# 롯데네슬레코리아
롯데네슬레코리아(영어: Lotte-Nestlé Korea)는 스위스 Nestlé S.A.와 50대50으로 합작회사 운영하고 있다. 2022년 7월 1일에 롯데제과 산하브랜드로 편입되었다.

## 역사
- 1979년 3월 한국농어촌공사와 합작회사인 한서식품㈜ 설립
- 1979년 4월 청주공장 착공
- 1980년 2월 유아용 영양유아식 쎄레락(영어: Cerelac) 한국에서 출시 (6월에 매일유업이 수입판매위탁 체결)
- 1981년 2월 유아용 영양유아식 네스텀(영어: Nestum) 한국에서 출시
- 1981년 9월 청주공장 준공
- 1981년 10월 청주공장에 쎄레락전용공장 착공
- 1981년 11월 조미료 매기(영어: Meggi) 한국에서 출시
- 1983년 2월 어린이용 음료 마일로(영어: Milo) 한국에서 출시
- 1983년 6월 청주공장에 쎄레락전용공장 준공
- 1987년 10월 두산그룹와 합작회사인 한국네슬레㈜ 설립
- 1988년 2월 인스터트 커피 테이스터스 초이스(영어: Taster's Choice) 한국에서 출시
- 1988년 3월 네스카페(영어: Nescafe) 한국에서 출시
- 1988년 8월 한서식품이 네슬레식품㈜으로 사명 변경
- 1989년 4월 식물성 커피크리머 카네이션 커피메이트(영어: Carnetion Coffee-Mate) 한국에서 출시
- 1990년 3월 어린이용 식품 네스퀵 한국에서 출시 (그 당시 동서식품에서 라이센스형태로 생산을 하다가 1994년에 동서식품과 라이센스 종료, 그 후 1995년에 빙그레와 라이센스를 제휴하다가 1998년에 한국네슬레가 편입하다가, 2000년에 청주공장에 자체생산으로 도입)
- 1992년 9월 네슬레 커피메이트(영어: Nestlé Coffee-Mate)로 새로 출시
- 1993년 10월 네슬레식품㈜과 인수합병
- 1994년 9월 네슬레가 125년이상 전통으로 개발한 유아용 유아식 쎄레락 밸런스(영어: Cerelac Balence) 출시
- 2000년 3월 어린이용 식품 네스퀵을 자체생산 개시
- 2001년 1월 미국의 반려동물 식품업체 랠스턴 퓨리나(영어: The Ralston Purina)와 전격 인수 (랠스턴 퓨리나 한국지사 퓨리나코리아도 인수 포함)
- 2003년 9월 서울우유가 이유식 공동생산 업무협정 체결
- 2012년 7월 네스카페가 테이스터스 초이스를 브랜드 합병
- 2013년 8월 30일 농심과 전략적 제휴 통해 영업망 구축
- 2014년 6월 롯데푸드와 50:50으로 합작회사 롯데네슬레코리아 설립
- 2016년 1월 테이스터스 초이스 1988 레트로 한정판 출시
- 2022년 4월 테이스터스 초이스 믹스커피 출시
- 2022년 7월 롯데푸드가 롯데제과㈜에 합병
- 2022년 9월 네스카페 수프리모 라떼 3종 출시(더블 데카당스, 솔티드 카라멜, 디카페인)
- 2025년 4월 반려동물 식품 퓨리나 펫케어가 국내 영업권은 네슬레코리아으로 이관되었다.
- 2026년 1분기 양사간에 경영 성과미흡으로 인해 합작회사법인 계약종료 및 3월에 청주공장 폐쇄 예정

## 제품
- 커피
  - 네스카페
- 전문가제품
  - 네슬레 프로페셔널
  - 커피메이트
  - 마일로
- 음료
  - 네스퀵
  - 네스티
  - 레몬에이드
  - 허니에이드